# Вокам
Вокам (индон. Pulau Wokam) — один из основных островов архипелага Ару. В административном отношении входит в состав индонезийской провинции Малуку.
Расположен в Арафурском море, к северу от острова Коброор и к югу от острова Кола. Площадь острова составляет 1603,8 км²; длина береговой линии — 322,5 км. Самая высокая точка — 239 м над уровнем моря.